# Lucky (福井舞の曲)
「Lucky」（ラッキー）は、福井舞の2枚目のシングル。2008年11月19日発売。

## 収録曲
1. Lucky
  - 作詞・作曲：Maifukui ／編曲：Shingo.S
2. Rain-bow
  - 作詞・作曲：Maifukui ／編曲：Shingo.S
3. Lucky (Instrumental)
4. Rain-bow (Instrumental)